# Vita scritta da esso
La Vita di Vittorio Alfieri da Asti scritta da esso è l'autobiografia di Vittorio Alfieri, pubblicata postuma nel 1806 (con la falsa data del 1804).

## Storia editoriale
Scritta a Parigi tra il 3 aprile del 1790, Sabato Santo, e il 27 maggio, fino al capitolo XIX dell'Epoca Quarta, venne risistemata a partire dal 4 marzo 1798.
Ricopiata nel 1803 fino al 2 maggio, il 4 maggio il poeta ne riprese la narrazione, portandola fino al 14 maggio 1803. Il poeta morì pochi mesi dopo, l'8 ottobre dello stesso anno. L'opera rimase incompiuta e venne pubblicata postuma nel 1806, con una datazione falsa ("Londra, 1804").

## Composizione dell'opera
(dalla "Vita scritta da Esso", Introduzione)
Il racconto venne suddiviso dallo stesso Alfieri in quattro "epoche": puerizia, adolescenza, giovinezza e virilità e può essere considerato un vero e proprio romanzo, pieno di riferimenti storici, di passioni, di tentati suicidi e di ideali e sdegno nei confronti di ogni tipo di meschinità.
C'è poi il riscatto morale dell'Alfieri che, dopo anni dissipati, si riabilita con una ferrea applicazione agli studi.

### Parte Prima
ragioni, le quali non mi verrebbero a ogni modo punto credute da altri; e della mia futura veracità in questo mio scritto assai mal saggio darebbero. Io perciò ingenuamente confesso, che allo stendere la mia propria vita inducevami, misto forse ad alcune altre ragioni, ma vie più gagliardo d'ogni altra, l'amore di me medesimo...»
(dalla "Vita scritta da esso", Introduzione)

#### Epoca Prima - Puerizia
Tratta dei primi nove anni vissuti nella casa della madre ed è suddiviso in cinque capitoli.

#### Epoca Seconda - Adolescenza
Tratta degli otto anni "d'ineducazione", ozio e il suo primo viaggio.
È suddiviso in dieci capitoli.
| Anno                                                                                  | Descrizione |
| ------------------------------------------------------------------------------------- | --- |
| 1749                                                                                  | A' 17 gennaio nacqui per mia disgrazia |
| 1750 1751 1752 1753 1754 1755 1756 1757                                               | In questi anni stetti colla madre mia rimaritata da cui m'ebbi come si suole purtroppo in Italia una pessima educazione: cioè pessima di negligenza. |
| 1758                                                                                  | Nell'Agosto di quest'anno fui messo dallo zio in Accademia. |
| 1759 Grammatica 1760 Umanità 1761 Retorica 1762 Filosofia 1763 Fisica 1764 Legge 1765 | In tutti questi anni stetti tra il terzo e secondo appartamento, dove fui quasi sempre malato e non imparai nulla. Nel 1764 entrai nel primo appartamento per la morte dello zio ed abbandonato a me stesso, corsi a piena carriera lo stradone dei vizi.                      |
| 1766                                                                                  | Nel Maggio del '66 entrai per mia disgrazia nella truppa: nell'Ottobre dell'istesso anno partii per Roma e Napoli. |
| 1767 1768 1769 1770 1771 1772                                                         | Nel '67 e '68 viaggiai in Francia, Inghilterra, Paesi Bassi, e Svizzera e tornai a' 15 d'Ottobre. Nel '69 a 22 di Maggio ripartii per la Germania. Viaggi in Danimarca, Svezia e Russia. Viaggi in Inghilterra, Paesi Bassi, Francia, Spagna e Portogallo.A' Maggio ripatriai. |
| 1773                                                                                  | A' primi di Gennaio misi casa con lusso bestiale |
| 1774                                                                                  | Amori sciocchi e vili, A' primi di Gennaio malattia grave. Febbraio lasciai la truppa: A mezzo Maggio viaggetto in Toscana. |
| 1775                                                                                  | Amori sciocchi e vili rotti a'20 febbraio. Amor di lettura. Cominciato a Luglio viaggio a' monti. In Giugno recita di Cleopatra. |
| 1776                                                                                  | Amor per lettere in Aprile viaggio di sei mesi in Toscana. |
| 1777                                                                                  | Idem amor, viaggio in Toscana a' 4 di Maggio. Al Novembre nuovo amor di donna ma degno. |
| 1778                                                                                  | Idem amor, donna e libri. Nel Marzo donazion de' beni; rinunzia alla patria; vendita della casa; risoluzione di non ripatriarmi se non cangia - Nell'83 ne rispondo che non cangierà: o ch'io non merito d'essere libero.                                                      |
| 1779                                                                                  | |
| 1780                                                                                  | Idem amore, forza di studio di lingua, e forti speranze di gloria. |
| 1781                                                                                  | Viaggio a Roma e Napoli poi stabilito a Roma. |
| 1782                                                                                  | Finite le 14 tragedie. |
| 1783                                                                                  | Stampate 10 tragedie; viaggi e infelicità. |
| 1784                                                                                  | E così l'85. Comprati in Inghilterra 14 cavalli, divezzatomi allo studio, e caduto in un mare di piccolezze, e avvilito, e guarito affatto dall'ozio, e dalle cure servili. |
| 1785 1786                                                                             | In fine confinatomi in villa ho trovato il mio animo di prima, e lettere e la gotta. |
| 1787                                                                                  | Gran malattia in Alsazia. |
| 1787 1788 1789                                                                        | Lavorato come un asino alle diverse stampe; e principio del disinganno. |

#### Epoca Terza - Giovinezza
Tratta dei dieci anni di viaggi e dissolutezze e della conoscenza del suo fido servo Elia, che gli salverà la vita.
Suddiviso in quindici capitoli.
(Capitolo X, 1766)

#### Epoca Quarta - Virilità
Tratta dei trenta e più anni di composizioni, traduzioni, e studi diversi.
La prima parte è suddivisa in diciannove capitoli.
L'autore smette di scrivere la biografia mentre era in Francia, a Parigi, all'inizio dei tumulti francesi.

### Parte Seconda

#### Proemietto
E prosegue con la seconda parte che arriva fino al trentunesimo capitolo. L'Alfieri continua il racconto dei suoi viaggi, l'arrivo in Firenze, l'inizio del recitare...
...l'avvicinamento alle grandi letture latine e gli studi di Omero, Pindaro, lo studio autodidatta del greco e di Orazio.
E conclude con il capitolo Tregesimoprimo.
Per volontà dell'Alfieri, il manoscritto fu eredità della contessa d'Albany. A lei diede il potere di farlo pubblicare o farlo "ardere".